# Antena 1
Antena 1 este un canal de televiziune privat comercial din România. A fost lansat în 1993 ca televiziune regională care emitea în București și în zonele din jurul capitalei. Din septembrie 1998, Antena 1 a devenit canal național. În 2012, Antena 1 a fost al doilea cel mai vizionat canal de televiziune din România după Pro TV, având o cotă de piață de 16,8 %.
Antena 1 este un canal generalist care difuzează jurnale de știri, emisiuni de divertisment, filme și seriale atât de pe piețele externe, cât și interne, precum și transmisiuni sportive. Din 10 noiembrie 2010, postul nu se mai recepționează în Republica Moldova.
Din 28 noiembrie 2016, s-a lansat versiunea HD a postului, dar și a celorlalte canale ale trustului Intact. Antena 1 live și emisiunile postului TV pot fi urmărite online pe platforma AntenaPlay.
Din 31 octombrie 2022, postul Antena 1 și-a schimbat sigla. A fost modificată litera din centrul simbolului, deasupra logoului de pe ecran apare și „timbrul” Antena. De asemenea, au fost modificate ident-urile programului. Noua identitate vizuală unitară a fost concepută de compania media împreună cu o firmă britanică - Twin Associates

## Emisiuni difuzate în prezent

### Știri
Observator - Observator este buletinul de știri zilnic al canalului (care se difuzează la Observator 12 de luni până vineri) este unul dintre cele mai urmărite știri din România.

## Seriale originale
| #  | Nume                           | Data premierei                  | Data de încheiere               | # episoade |
| -- | ------------------------------ | ------------------------------- | ------------------------------- | ---------- |
| 1  | Eu, tu și tăticu'              | 2001                            | 2001                            |            |
| 2  | Strada Divertis nr. 1          | 3 noiembrie 2001                |                                 |            |
| 3  | Eu, tu, tăticu' și tataie      | 2004                            | 2005                            |            |
| 4  | Animat Planet Show             | 2005                            | 2009                            | 100        |
| 5  | Secretul Mariei                | 2005                            | 2006                            | 115        |
| 6  | Gogo Mania                     | 2005 (Antena 1) 2006 (Prima TV) | 2006 (Antena 1) 2006 (Prima TV) |            |
| 7  | Martor fără voie               | 2006                            | 2006                            |            |
| 8  | Vocea inimii                   | 2006                            | 2007                            |            |
| 9  | Fast Food                      | 2006                            | 2006                            |            |
| 10 | Clanu' sprânceană              | 18 octombrie 2007               | 2008                            |            |
| 11 | Scene de căsnicie              | 2008                            | 2009                            |            |
| 12 | Fetele marinarului             | 2009                            | 2009                            |            |
| 13 | Narcisa sălbatică              | 20 septembrie 2010              | noiembrie 2011                  | 141        |
| 14 | Băieți de oraș                 | 5 octombrie 2016                | 22 iulie 2018                   | 26         |
| 15 | Fructul oprit                  | 15 ianuarie 2018                | 19 iunie 2019                   | 63         |
| 16 | Liber ca pasărea cerului       | 21 aprilie 2019                 | 9 iunie 2019                    | 8          |
| 17 | Casa Zurli                     | 11 octombrie 2020               | 26 decembrie 2021               | 24         |
| 18 | Sacrificiul                    | 11 septembrie 2019              | 10 decembrie 2020               | 70         |
| 19 | Mangalița                      | 29 septembrie 2019              | 2 mai 2020                      | 24         |
| 20 | Adela                          | 14 ianuarie 2021                | 22 decembrie 2022               | 158        |
| 21 | Povești de familie             | 2 august 2021                   | 6 ianuarie 2023                 | 111        |
| 22 | Lia - Soția soțului meu        | 12 ianuarie 2023                | 1 noiembrie 2024                | 150        |
| 23 | Lasă-mă, îmi place! Camera 609 | 25 august 2023                  | 21 iunie 2024                   | 80         |
| 24 | Bravo, tată!                   | 22 octombrie 2023               | 14 decembrie 2024               | 41         |
| 25 | Iubire cu parfum de lavandă    | 31 octombrie 2024               | prezent                         |            |
| 26 | Ana, Mi-ai fost scrisă în ADN  | 9 ianuarie 2025                 | prezent                         |            |